# Granja agrícola

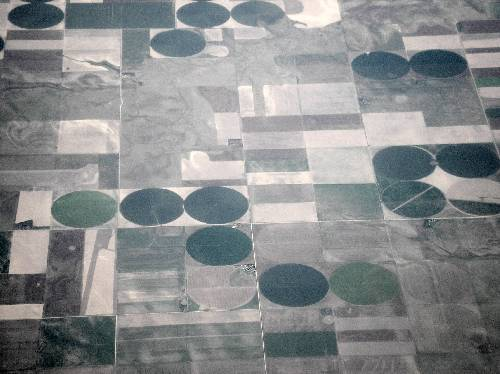
Explotación agrícola en los Estados Unidos. Los círculos son producto del uso de sistemas de riego con pivote central.

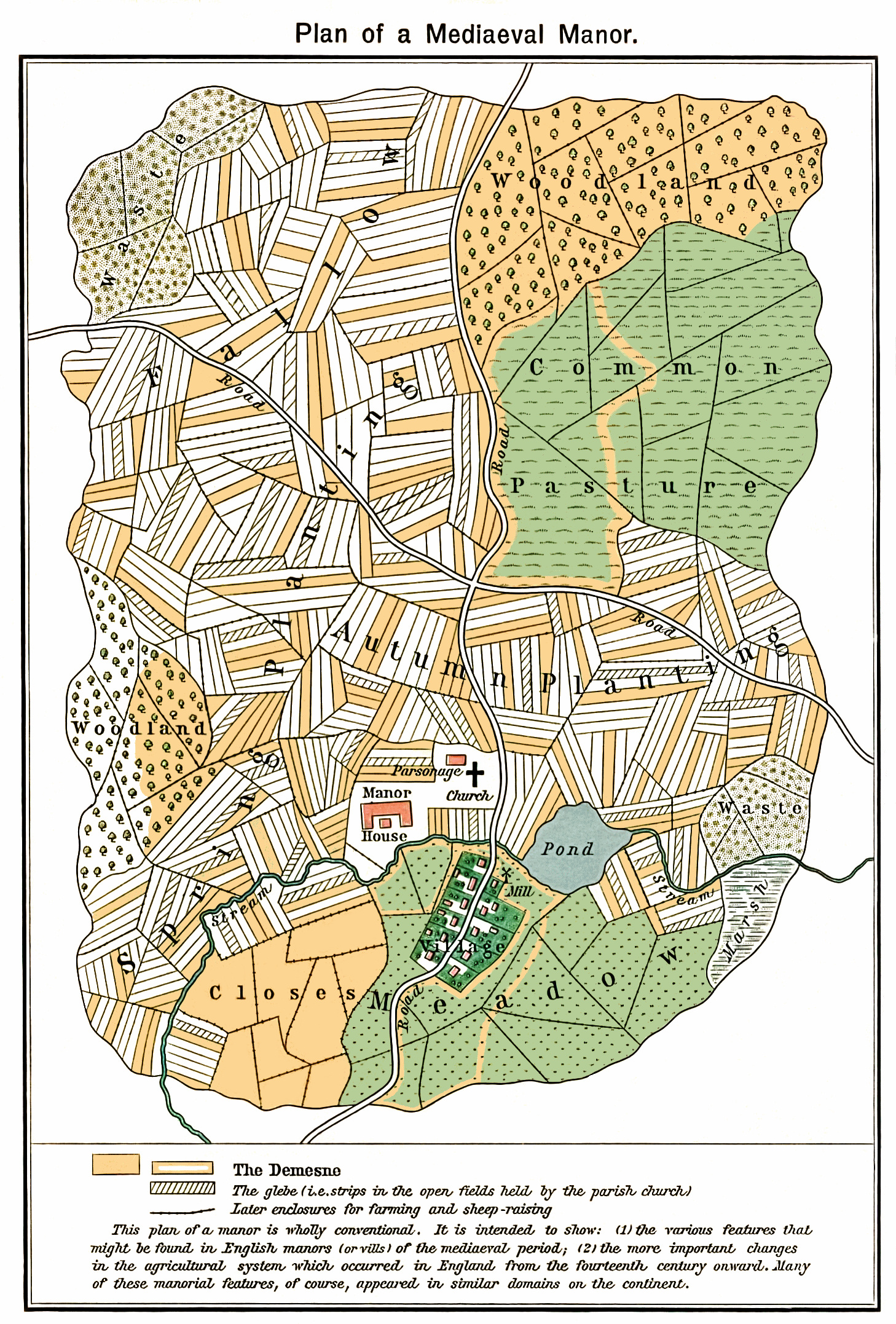
Mapa de una explotación agrícola inglesa en el Medioevo, donde se observa el uso de las franjas de cultivo.

Una granja agrícola es un sector de tierra dedicado principalmente a los procesos agrícolas con el objetivo principal de producir alimentos y otras cosechas; es la unidad básica de producción de alimentos. Existen unidades especializadas denominadas campos arables, granjas de vegetales, granjas de fruta, y donde se utiliza el suelo para producir fibras naturales, biocombustible y otras mercancías a granel. Entre los nombres que se le dan se encuentran campos, ranchos y plantaciones.
La agricultura se desarrolló de forma independiente en diferentes partes del mundo, en la medida que las sociedades de cazadores recolectores hicieron la transición a productoras de alimentos, en vez de capturar su comida. Se cree que la misma comenzó hace unos 12,000 años con la domesticación del ganado en el Creciente Fértil en el oeste de Asia, pronto seguido por el cultivo de granos. Las unidades modernas se especializan en cultivos que se adaptan a las condiciones del suelo y clima de la región, el resultado de la cosecha se comercializa o bien el mercado o bien para su posterior procesamiento.